# Segunda batalla de Fort Sumter
Para la Primera batalla de Fort Sumter ver Batalla de Fort Sumter.
La Segunda batalla de Fort Sumter se libró entre el 17 y el 23 de agosto de 1863 entre las tropas de los Estados Unidos de América y las de los Estados Confederados de América. La batalla se enmarca dentro de los ataques realizados por los unionistas sobre las defensas de Charleston, en Carolina del Sur, el principal puerto confederado. Las Unión intentó así reconquistar Fort Sumter, que había perdido en la Primera batalla de Fort Sumter en 1861 y que dio comienzo a la guerra civil estadounidense. Tras bombardear severamente el fuerte, el intento de asalto unionista fue rechazado por los confederados, y la Unión pasó a atacar Fort Wagner en la isla de Morris, fracasando también en su intento.
La ciudad y el fuerte permanecerían en manos de las tropas confederadas hasta su toma por los unionistas el 22 de febrero de 1865.
Este artículo incorpora texto traducido de la página web del National Park Service  que es un trabajo del Gobierno de los Estados Unidos en el dominio público.